# NGC 1527
NGC 1527 (również PGC 14526) – galaktyka soczewkowata (SB0), znajdująca się w gwiazdozbiorze Zegara. Odkrył ją James Dunlop 28 września 1826 roku.
W galaktyce tej zaobserwowano supernową SN 2008ge.